# Замок Чоха
Замок Чоха (пол. Zamek Czocha, нем. Burg Tzschocha) — оборонительный пограничный замок, расположенный в селе Суха в гмине Лесьна, над Лесьнянским водохранилищем на реке Квисе в польской части Верхней Лужицы. Первоначальным названием замка вероятно был Чайкув (пол. Czajków), о чем свидетельствует упоминание в 1329 году — castrum Caychow.
Замок расположен на гнейсовых скалах, относящихся к йизерским метаморфическим горным породам. Старейшей частью замка является башня возле главных ворот, которую впоследствии окружили жилой частью. Из жилой части древнейшим является ее северный фрагмент.

## История

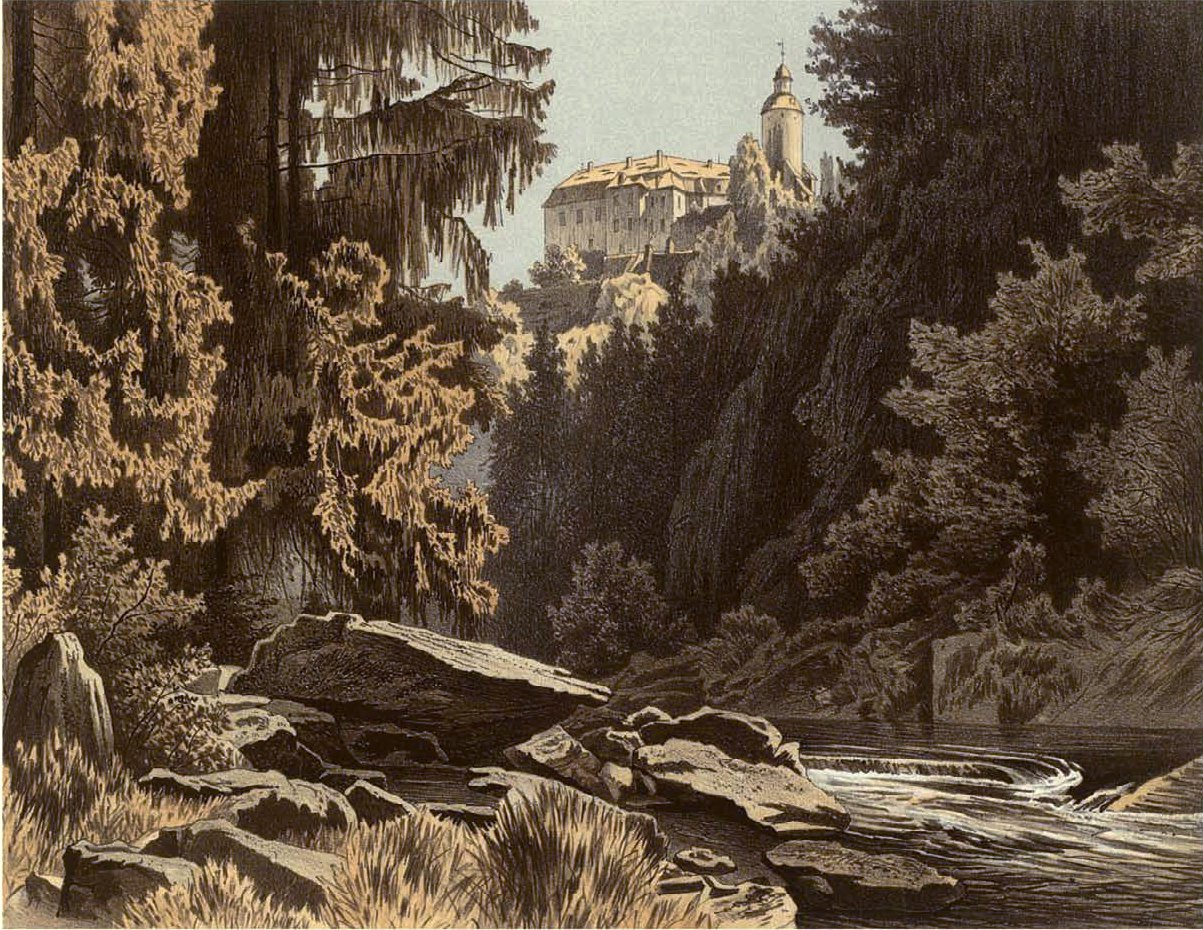
Замок Чоха в 1869 году. Из коллекции Александра Дункера

Замок возник как оборонительное сооружение на силезско-лужицком пограничье в 1241—1247 годах по приказу чешского короля Вацлава I. В 1253 году он был передан майсенскому епископу фон Вейзенову (Лужица в то время была частью чешского королевства).
В 1319 году замок вместе с окружающими землями, как приданое, был включен в яворское княжество, которым владел Генрих I Яворский. После его смерти в 1346 году, все его владения перешли к его племяннику Болеславу II Малому, свидницко-яворскому князю. После смерти княгини Агнессы Габсбург, вдовы Болеслава II Малого, замок вернулся чешским правителям. С 1389 по 1453 года замком владели рыцарские роды фон Донов и фон Клюксов. С 1451 по 1700 года замок был собственностью лужицкого рода фон Ностицев. В начале XV века его безуспешно осаждали гуситы, а в 1427 году при отсутствии владельцев его в конце концов захватил отряд Чирнина. Вскоре замок был отбит.
В 1847 году верхнесилезский учитель и писатель Юзеф Лемпа в своем труде по географии Силезии отмечал, что в то время замок был заброшен.
В 1909 г. замок за 1,5 миллиона марок приобрел дрезденский производитель табачных изделий Эрнст Гютшов. До 1912 года известный берлинский архитектор Бодо Эбхардт осуществил реконструкцию замка в соответствии с внешним видом, который сохранился на гравюре 1703 года. Во время нее были уничтожены много старых фрагментов комплекса. В бывшем рву был устроен зверинец. Эрнст Гютшов поддерживал хорошие отношения с царским двором, а после революции с русскими эмигрантами, у которых скупал различные предметы высокой художественной ценности. В замке он жил до марта 1945 года. Покидая замок, он был вынужден оставить наиболее ценное имущество. Существует предположение, что в годы Второй мировой войны в замке располагалась школа шифровальщиков Абвера, но доказательств этого нет.
После завершения Второй мировой войны, замок неоднократно грабили русские и польские мародеры, которые похитили мебель и другой инвентарь. Часть книг из замка была доставлена во время ревиндикационных акций во Вроцлав. В последние годы доминирующим стало сенсационное предположение о том, что наибольшее разграбление в замке произошло 1 февраля 1946 года, когда бурмистр Лесьной, Казимир Лех, вместе с библиотекарем замка Кристиной фон Заурмой, которая открыла хранилище замка, вывезли заполненный доверху грузовик замкового имущества (коронационные символы Романовых, 60 бюстов российских царей, 100 икон, фарфоровые наборы, украшения, картины) в американскую оккупационную зону. В конце концов, эта гипотеза была опровергнута, поскольку иконы были доставлены в ревиндикационный склада в Еленей-Гуре, а оттуда — в Варшаву. Недолгое время в замке проживали беженцы из Греции, которые держали в рыцарской зале хозяйственных животных, таким образом, добавив ущерба замку. С 1952 года в замке размещался Военный дом отдыха, из-за чего здание была засекречено и не отображалось на картах.

## Современное состояние
С сентября 1996 года замок открыт для посещения в качестве отеля и конференц-центра.
Владельцем объекта в наше время является ООО «AMW REWITA», принадлежащее польскому Военному жилищному агентству.

## Галерея

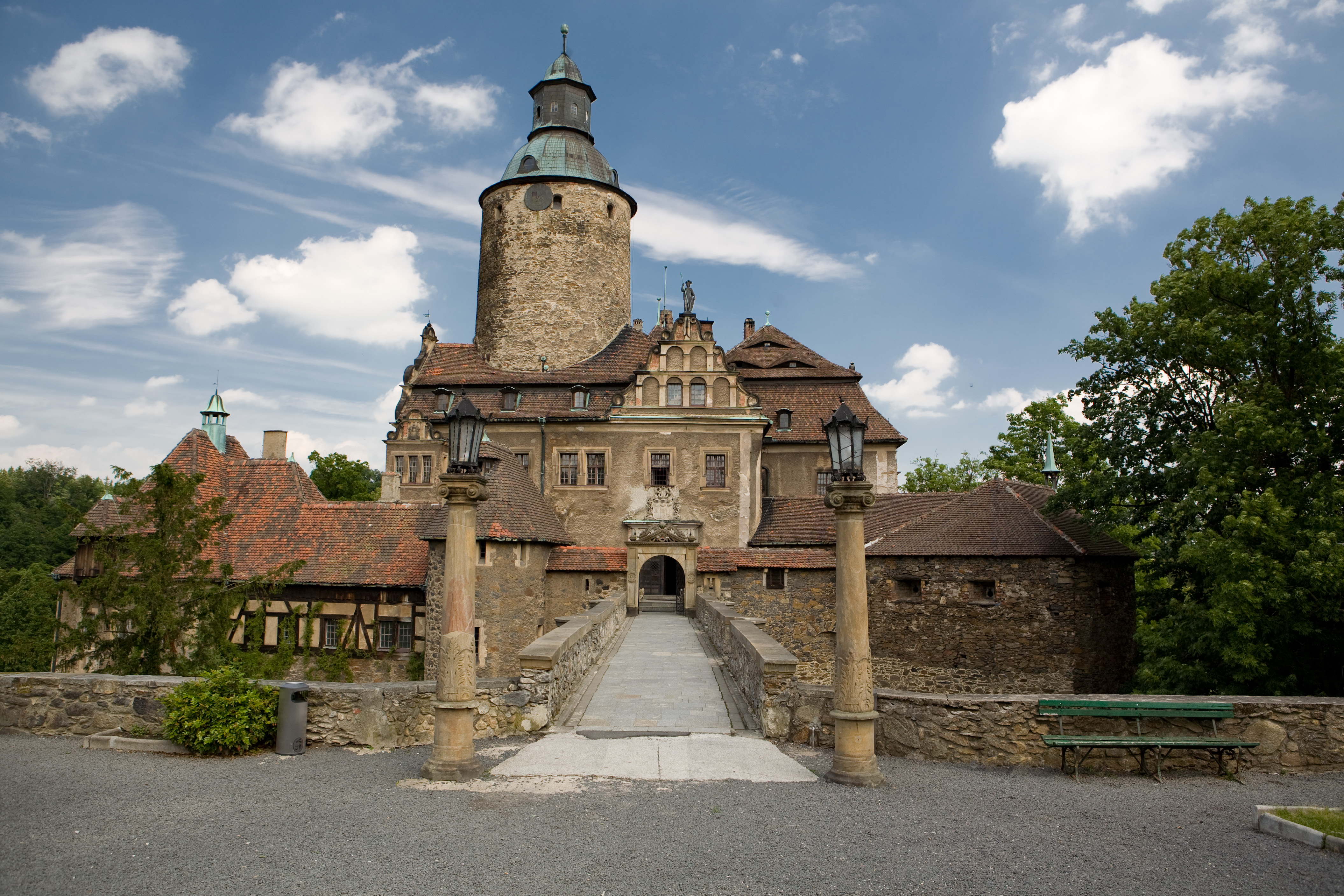
Панорама замка
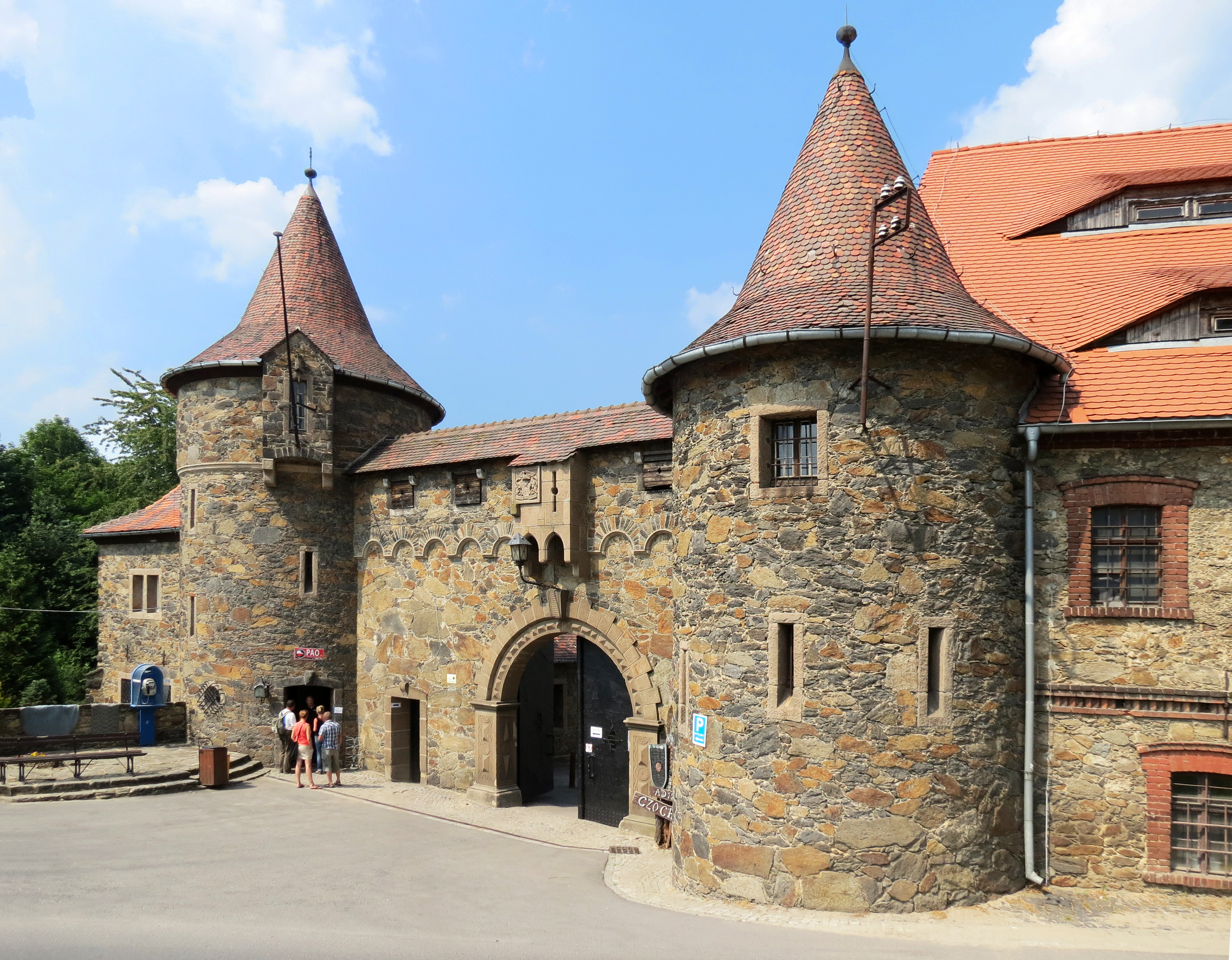
Надбрамный дом
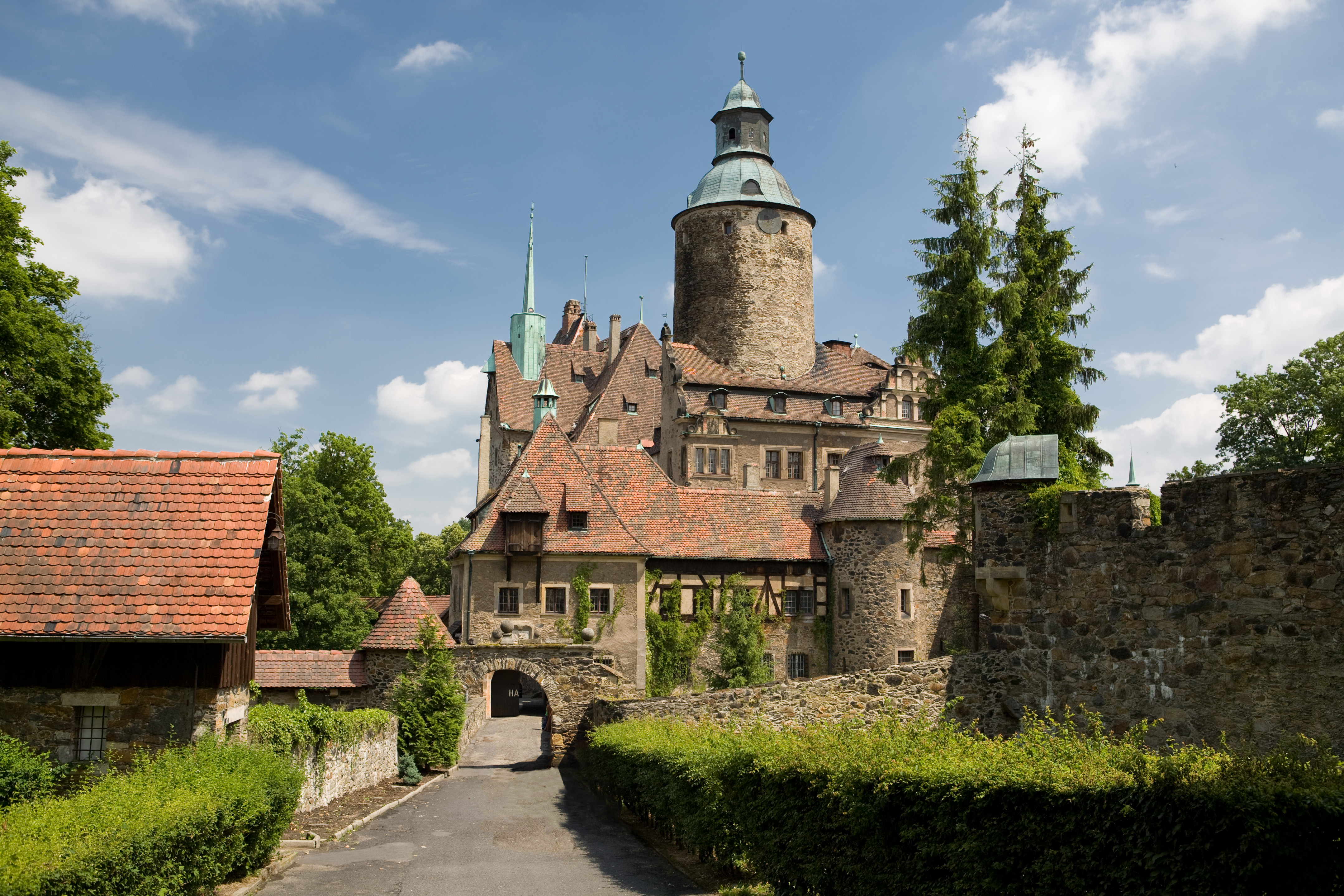
Панорама замка
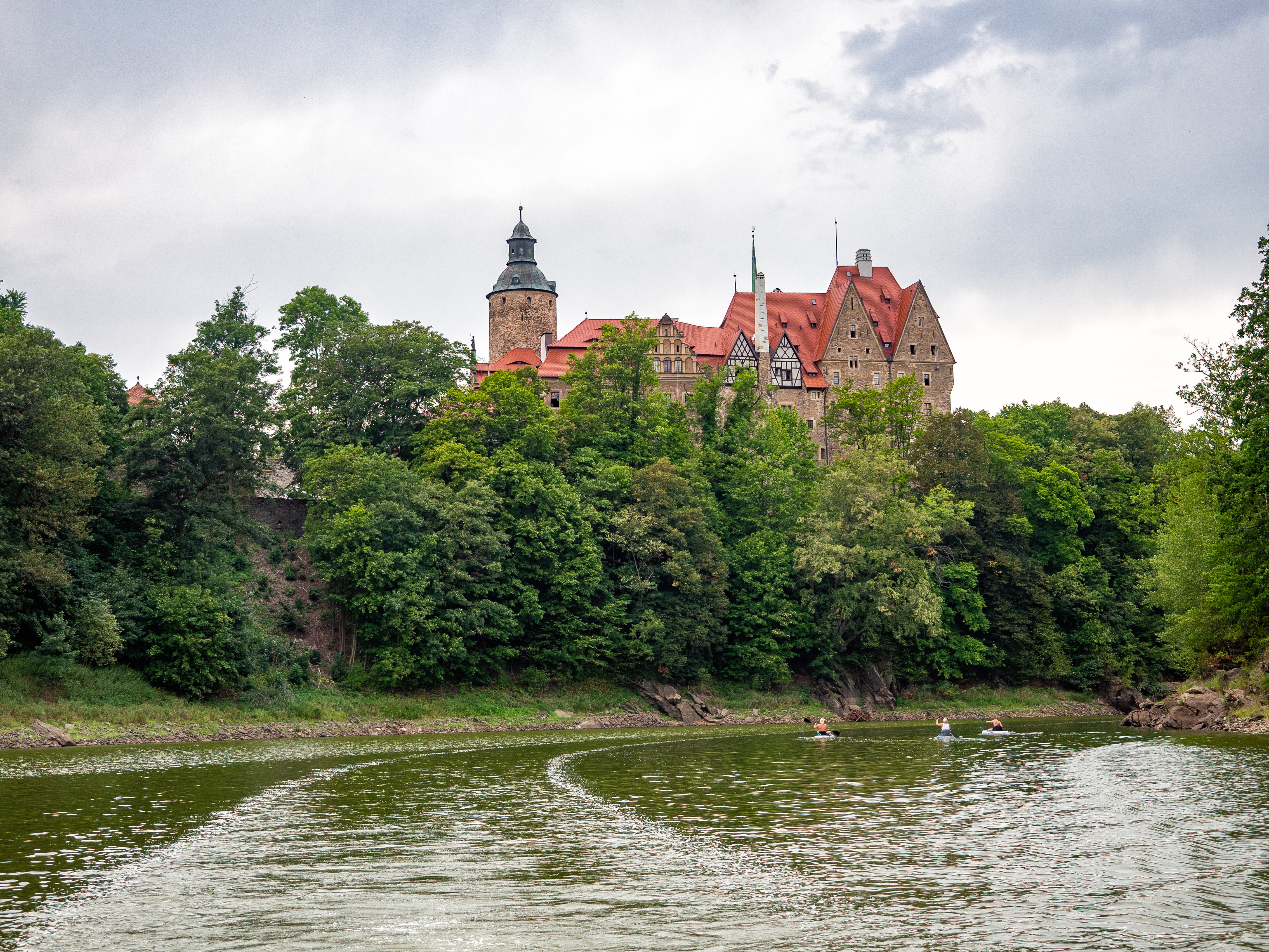
Вид замка со стороны реки Квисы
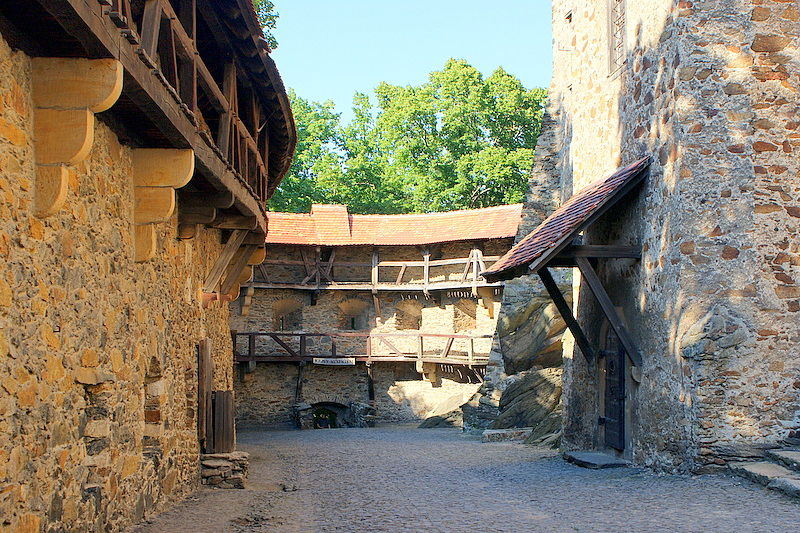
Замковый двор